# Konstytucja Rosji z 1918

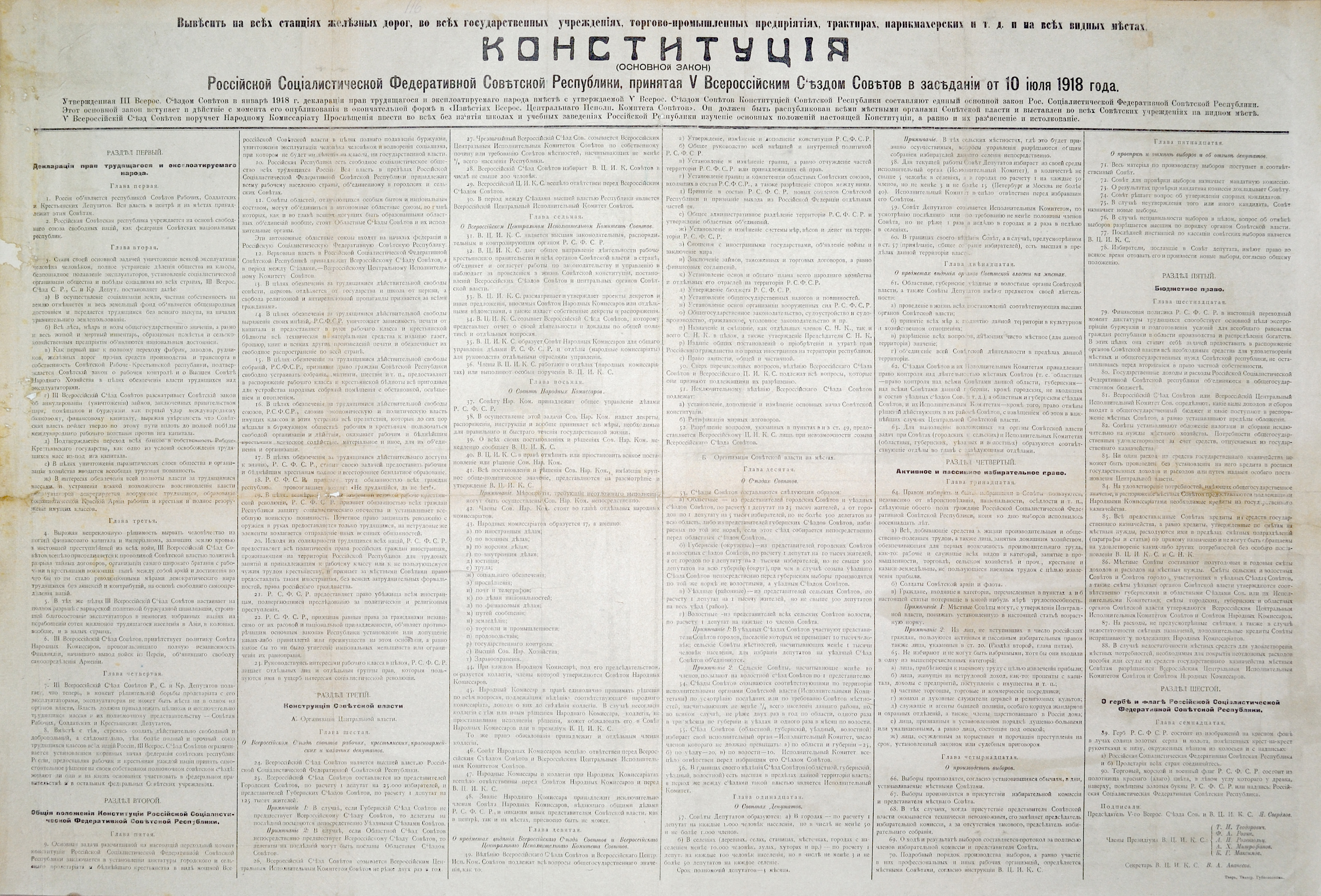
Konstytucja Rosji z 1918

Konstytucja Rosji z 1918 – konstytucja Rosji bolszewickiej, która została uchwalona po rewolucji październikowej 10 lipca 1918 roku przez V Wszechrosyjski Zjazd Rad. 

## Postanowienia
- Państwo zostało określone mianem Rosyjskiej Federacyjnej Socjalistycznej Republiki Radzieckiej.
- Najwyższą władzę w państwie sprawował Wszechrosyjski Zjazd Rad Delegatów Robotniczych, Chłopskich, Czerwonoarmijskich i Żołnierskich. Miał on być zwoływany minimum dwa razy w roku.
- W okresie między zjazdami najwyższą władzę sprawował Wszechrosyjski Centralny Komitet Wykonawczy. Był on najwyższym organem ustawodawczym, zarządzającym i kontrolnym państwa. Powoływał rząd bolszewicki – Radę Komisarzy Ludowych.
- Podstawowym celem polityki zagranicznej miało być zwycięstwo socjalizmu we wszystkich krajach.
- Obywatelom zostały przyznane podstawowe wolności (słowa, druku, zrzeszania się ludzi pracujących itd.).
- Każdy obywatel miał też wiele obowiązków. Podstawowym był obowiązek pracy – art. 18 konstytucji „Kto nie pracuje, ten nie je”.
- Brak monteskiuszowskiego podziału władzy, ogólnikowość i ideologizm. Ustawa zasadnicza wprowadzała chaos prawny, a praktyka konstytucyjna znacznie różniła się od przepisów.

W warunkach terroru bolszewickiego konstytucja była atrapą ideologiczną, bez znaczenia w praktyce państwa totalitarnego.